# Campoplex bicolor
Campoplex bicolor är en stekelart som först beskrevs av Szepligeti 1911.  Campoplex bicolor ingår i släktet Campoplex och familjen brokparasitsteklar. Inga underarter finns listade.